# Dürre Holzminde
Die Dürre Holzminde ist ein 8,7 km langer, rechter bzw. östlicher Zufluss der Holzminde im Landkreis Holzminden in Niedersachsen (Deutschland).
Die Dürre Holzminde entspringt im Nordteil des Sollings knapp 2 km südsüdöstlich von Mühlenberg bzw. rund 2 km nördlich von Silberborn (südöstliche Stadtteile von Holzminden; Entfernungen je Luftlinie) am 484,6 m hohen Langenberg. Ihre Quelle befindet sich am Südwesthang des waldreichen Bergs auf 452 m ü. NN.
Als Mittelgebirgsbach mit typischer Auenlandschaft fließt die Dürre Holzminde in nordwestlicher Richtung entlang der B 497, die in Südost-Nordwest-Richtung verlaufend Neuhaus im Solling über Mühlenberg mit Holzminden verbindet, durch die waldreiche Berg- und Tallandschaft des „Staatsforsts Holzminden“. In ihrem Tal verläuft der Bach durch Mühlenberg.
Schließlich erreicht die Dürre Holzminde die Stadt Holzminden, in der sie etwa 2 km nach dem Einmünden des Hasselbachs direkt östlich bzw. oberhalb des „Oberen Teichs“ auf 101 m ü. NN von Osten heran fließend in die von Südosten kommende Holzminde mündet, die unterhalb bzw. westlich der Stadt die Weser erreicht.